# فاطمه نیشابوری
فاطمه نیشابوری از زنان صوفی و عارف ایرانی قرن سوم هجری اهل خراسان نیشابور بود. او معاصر با ذوالنون مصری و یزید بسطامی بوده‌است. از زندگی او اطلاعات زیادی در دست نیست.
ابویزید بسطامی او را ستایش کرده و ذوالنون مصری او را «استاذ» خود و از «اولیاالله» خوانده. عبدالرحمن جامی از قول بایزید بسطامی دربارهٔ او چنین می‌نویسد:
در عمر خود یک مرد و یک زن دیدم، آن زن فاطمهٔ نیشابوریه بود. از هیچ مقام وی را خبر نکردم که آن چیز وی را عیان نبود.
او در سال ۳۲۳ هجری درگذشت.